# Bahr-el-Arab-Rift

Rifts im Sudan und in Kenya.

Das Bahr el Arab Rift (dt.: Bahr-el-Arab-Grabenbruch) ist eine geologische Großstruktur im Südwesten des Sudan.

## Geographie
Das Bahr-el-Arab-Rift ist ein Grabenbruch im Südwesten des Sudan. Der Grabenbruch beginnt im Norden an der zentralafrikanischen Scherzone, der Central African Shear Zone und den aufgefalteten mesozoischen Sedimentgesteinen südlich des Darfur-Doms. Von dort verläuft er zusammen mit benachbarten Rifts nach Südosten. Zusammen mit dem benachbarten Abu Gabra Rift geht der Graben über in das Muglad Rift. Von dort zieht sich das Grabensystem weiter durch das Jonglei-Becken (Jonglei Basin), den Anza-Graben (Anza Trough) und die Lamu-Bucht (Lamu Embayment) bis zum Indischen Ozean. Der Grabenbruch ist benannt nach dem gleichnamigen Fluss Bahr al-Arab und besteht zum Teil aus dem Baggara-Graben, zwischen der Grenze Zentralafrikanische Republik und den Nuba-Bergen im Osten, und dem Sudd Graben weiter südlich. Im Babanusa-Graben (Babanusa Trough) gibt es enorme Verwerfungen, die nach Süden mächtiger werden und eine Tiefe von 5 km (beim Unity Oil Field) und 11 km (südlich des Bentiu Oil Fields) erreichen.